# Jan Svěrák

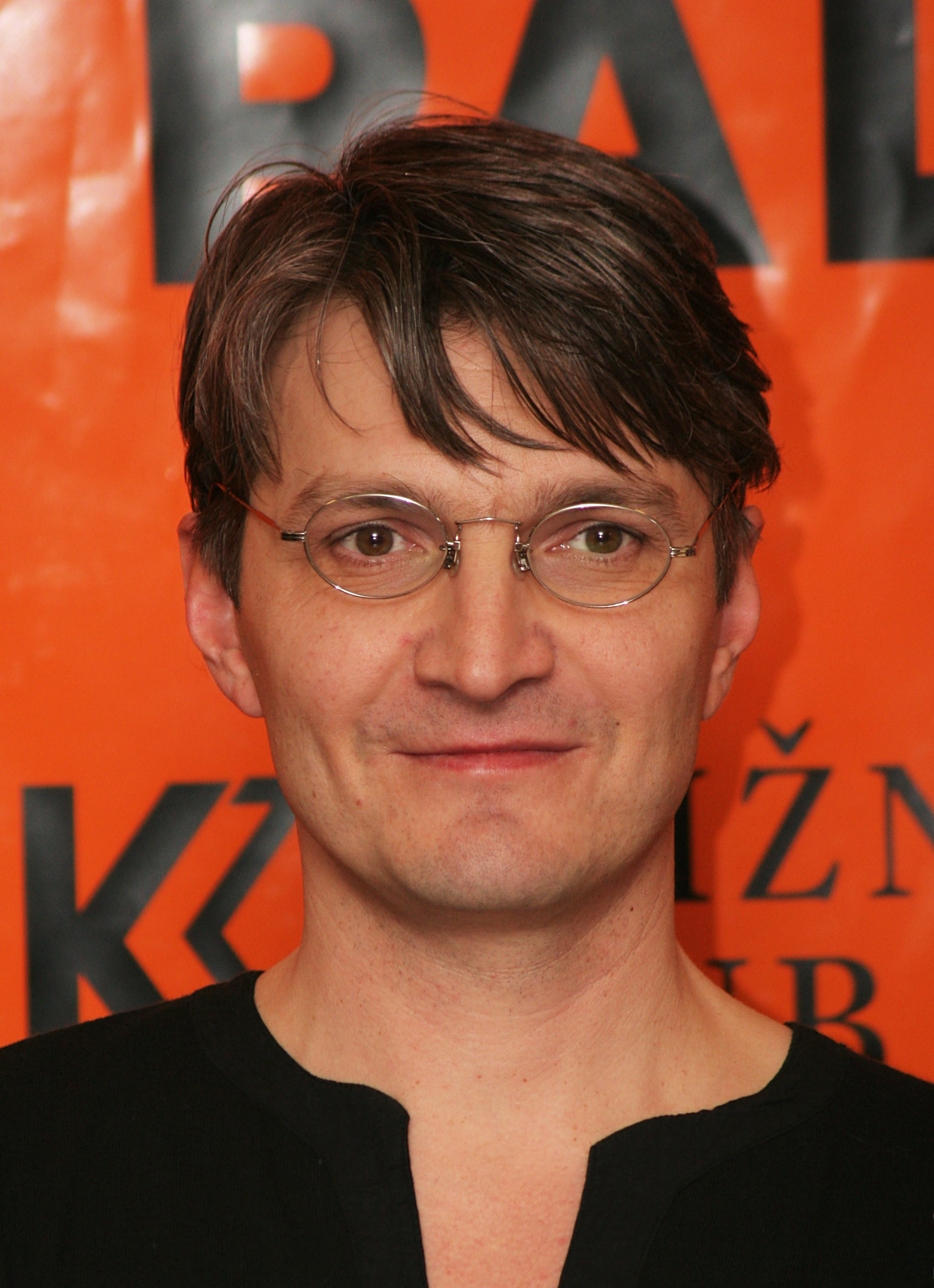
Jan Svěrák (2007)

Jan Svěrák (* 6. Februar 1965 in Žatec, Tschechoslowakei) ist ein tschechischer Filmregisseur, Schauspieler und Drehbuchautor.

## Leben
Jan Svěrák gilt als der erfolgreichste tschechische Filmregisseur seit der Samtenen Revolution im Jahr 1989. Er ist der Sohn des tschechischen Drehbuchautors und Schauspielers Zdeněk Svěrák. Seine Filme gewannen mehrere international anerkannte Filmpreise. 1989 wurde sein Film Die Ölfresser mit dem Studenten-Oscar in der Kategorie Honorary Foreign Student Film Award ausgezeichnet. 1992 wurde sein Film Die Volksschule für den Oscar in der Kategorie Bester fremdsprachiger Film nominiert. 1997 erhielt sein Film Kolya den Oscar in derselben Kategorie.

## Filmografie
- 1988: Die Ölfresser (Ropáci)
- 1991: Die Volksschule (Obecná škola)
- 1993: Akkumulator 1 (Akumulátor 1)
- 1994: Die Fahrt (Jízda)
- 1996: Kolya (Kolja)
- 2001: Dark Blue World (Tmavomodrý svět)
- 2004: Daddy (Tatínek)
- 2007: Leergut (Vratné lahve)
- 2010: Kooky (Kuky se vrací)
- 2014: Drei Brüder (Tři bratři)
- 2017: Barfuß (Po strništi bos)
- 2022: Bethlehem Night (Betlémské svetlo)